# Херф, Джеффри
Джеффри С. Херф (родился 24 апреля 1947) — американский историк. Он является заслуженным профессором современной европейской, в частности, современной немецкой истории Университета Мэриленда в Колледж-Парке.

## Биография
Отец Херфа бежал из нацистской Германии в 1937 году и иммигрировал в США. Родители его матери покинули Украину и переехали в Соединенные Штаты перед Первой мировой войной. Он вырос в реформистской еврейской семье в Милуоки, штат Висконсин.
Херф окончил университет Висконсин-Мэдисон по специальности историка в 1969 году и получил докторскую степень по социологии в Университете Брандейса в 1981 году. Прежде чем стать преподавателем в Университета Мэриленда, он преподавал в Гарвардском университете, Университете Огайо и Университете Эмори. Он публиковал эссе в журналах American Interest, The Washington Post, Commentary, Die Welt, Die Zeit, Partisan Review, The Times of Israel и The New Republic .
В своей книге 1984 года «Реакционный модернизм: технологии, культура и политика в Веймаре и Третьем рейхе», опираясь на критическую теорию, в частности, на критику идеологии, Херф ввел термин «реакционный модернизм», чтобы описать смесь устойчивой современности и утвердительной позиции по отношению к прогрессу в сочетании с мечтами о прошлом — высокотехнологичный романтизм, который был течением в мышлении идеологов веймарской «консервативной революции» и течений в нацистской партии и нацистском режиме.
Его последующие книги исследуют политическую культуру Западной Германии до и во время битвы за Евроракеты в 1980-х годах; память и политику относительно Холокоста в Восточной и Западной Германии; внутреннюю антисемитскую пропаганду нацистской Германии; нацистскую пропаганду, нацеленную на Северную Африку и Ближний Восток; историю антагонизма к Израилю со стороны восточногерманского режима и западногерманских левых организаций от Шестидневной войны 1967 года до революций 1989 года, распада европейских коммунистических государств и воссоединения Германии в 1990 году.
У Херфа было множество исследовательских стипендий, в том числе в Гарвардском университете, Чикагском университете, Институте перспективных исследований в Принстоне, Немецком историческом институте в Вашингтоне, Центре израильских исследований имени Ицхака Рабина в Тель-Авиве, Международном центре ученых имени Вудро Вильсона в Вашингтоне, округ Колумбия, и в Американской академии в Берлине осенью 2007 года.
Женат на Соне Мишель.

## Награды и отличия
- 1996 Приз Чарльза Франкеля (со-лауреат) Библиотеки Винера и Института современной истории, Разделенная память
- Премия Джорджа Луи Бира 1998 г., Разделенная память[5]
- Национальная еврейская книжная премия 2006 г., Еврейский враг[6]
- 2010 Вашингтонский институт ближневосточной политики (бронзовая премия), Нацистская пропаганда в арабском мире.
- Премия Сибил Хальперн, 2011 г., Ассоциация немецких исследований, Нацистская пропаганда в арабском мире.

## Работы
- Реакционный модернизм: технологии, культура и политика в Веймаре и Третьем рейхе (Cambridge University Press, 1984). Переводы на французский (2018); итальянский (1988); японский (1991); греческий (1996); португальский (1993).
- Война другими средствами: советская мощь, западногерманское сопротивление и битва евроракет (The Free Press, 1991. ISBN 978-0-02-915030-6) исследует пересечение политической культуры и силовой политики в последней крупной европейской конфронтации времен холодной войны.
- Разделенная память: нацистское прошлое в двух Германиях (издательство Гарвардского университета, 1997. ISBN 978-0-674-21303-6). Перевод на немецкий язык (1998).
- Еврейский враг: нацистская пропаганда во время Второй мировой войны и Холокоста (Harvard University Press, 2006. ISBN 978-0-674-02175-4). Переводы на китайский (2019), французский (2011), португальский (2014), испанский (2008). В работе рассматривается радикальная антисемитская пропаганда нацистского режима как сгусток ненависти, объяснительная основа и попытка узаконить массовые убийства.
- Нацистская пропаганда для арабского мира (издательство Йельского университета, 2009). Переводы на французский (2012), итальянский (2010), японский (2013). Эта работа документирует и интерпретирует арабоязычную печатную и радиопропаганду нацистской Германии, направленную на Северную Африку и Ближний Восток во время Второй мировой войны и Холокоста. Он опирается на переводы на немецкий язык из различных государственных архивов Германии, а также на уникальную коллекцию расшифровок стенограмм на английском языке написанных американскими дипломатами, в основном в Каире во время войны. Он документирует слияние радикального антисемитизма в нацистской идеологии с радикальным антисемитизмом, исходящим от исламистов и радикальных арабских националистов, которые сотрудничали с нацистским режимом, особенно с 1941 по 1945 год в Берлине. Культурное слияние в Берлине военного времени сохранилось в исламистской политике на Ближнем Востоке и после 1945 года.
- Необъявленные войны с Израилем: Восточная Германия и крайне левые в Западной Германии, 1967—1989 (Cambridge University Press, 2016). Перевод на немецкий язык (2019).
- «Момент Израиля: международная поддержка и противодействие созданию еврейского государства» (издательство Кембриджского университета, 2022 г.)[7].

### Отредактированные книги
- Энтони МакЭллиготт и Джеффри Херф, редакторы, Антисемитизм до и после Холокоста: измененные контексты и недавние перспективы (Лондон: Palgrave Macmillan, 2017).
- Джеффри Херф, редактор, Антисемитизм и антисионизм в исторической перспективе: конвергенция и дивергенция (Нью-Йорк: Routledge, 2007).

### Избранные статьи
- Jeffrey Herf. Fathom – Hitler and the Nazis’ Anti-Zionism (англ.). fathomjournal.org. Дата обращения: 13 августа 2025.
- Jeffrey Herf. Fathom – David Cesarani: In Memoriam (англ.). fathomjournal.org. Дата обращения: 13 августа 2025.

### Переводы
- Альфред Шмидт: История и структура: очерк о гегелевско-марксистских и структуралистских теориях истории. Кембридж, Массачусетс: MIT Press, 1981 г. ISBN 0-262-19198-9.